# Cinefantastique
Cinefantastique (рус. Кинофантастика) — американский ежеквартальный журнал, посвящённый кинокритике и обзору фильмов в жанрах ужасы, фэнтези и научная фантастика.
С 2003 года и до тех пор, пока не прекратил выходить качестве печатного издания в 2006 году, журнал выпускался под названием CFQ. С 2007 года выпускается как интернет-журнал под названием Cinefantastique Online.

## История
Основан в 1967 году Фредериком С. Кларком (1949 — 17 октября 2000), редактором и издателем, а в то время студентом изучавшим в колледже квантовую механику и получившим бакалавра физики Иллинойсского университета, как фэнзин издававшийся мимеографическим способом на чердаке дома своей матери. Осенью 1970 года Кларк стал издавать журнал при помощи офсетной печати на глянцевой бумаге. Тираж первого номера, на обложке которого был размещён фильм «Уловка-22», обошёлся ему в $280, которые Кларк скопил, работая продавцом лабораторного оборудования.
К 2000 году тираж журнала вырос с 1000 до 30000 экземпляров.
17 октября 2000 года Кларк после тяжёлой депрессии покончил жизнь самоубийством, и журнал продолжила издавать его жена, являвшаяся бизнес-менеджером издания.
Новым главным редактором стал давний сотрудник журнала Дэн Пирсонс, прежде чем журнал был выкуплен компанией Mindfire Entertainment принадлежащей писателю, актёру и продюсеру Марку Альтману, что повлекло за собой смену названия на CFQ
В ноябре 2006 года главный редактор CFQ Джефф Бонд объявил, что журнал «перестанет выпускаться в 2007 году», пообещав, что в ближайшем будущем будет выходить «на непостоянной основе для в виде всесторонних освещений и специальных выпусков». Преемником стал Geek Monthly, главным редактором которого стал Бонд.
В августе 2007 года журнал был перезапущен как интернет-журнал Cinefantastique Online, главным редактором которого стал Стив Биодровский.
В 2009 году Cinefantastique был приобретён и стал торговой маркой, находящейся в полной собственности у нью-йоркской компании Fourth Castle Micromedia.

## Отзывы
Историк кино Питер Коуи определил журнал как «восхитительный привлекательный ежеквартальник с особым упором на научно-фантастические фильмы» и назвал его «современный „преемник“ французского Midi-Minuit Fantastique».
Литературовед и критик Питер Николс отмечал в «Энциклопедии научной фантастики», что среди прочих изданий подобного рода это:

безусловно, самый полезный журнал о фантастическом кино в США, в меньшей степени юношеский по своей направленности и (по-видимому) менее зависимый от студий касательно изобразительного материала, и, следовательно, более независимый в своих суждениях. Оригинальный текст (англ.)is by far the most useful U.S. fantastic-cinema magazine, being less juvenile in orientation and (apparently) less dependent on the studios for pictorial material, and thus more independent in its judgments
Кинокритик Алан Джонс, один из долговременных авторов журнала, вспоминал, что у издания часто происходили столкновения с различными лицами Голливуда. Так в 1983 году Джордж Лукас был настолько рассержен на редакцию за то, что задолго до выхода фильма «Возвращение джедая» на страницах Cinefantastique был опубликован его сюжет, что выпустил особое распоряжение для сотрудников Lucasfilm, которое воспрещало последующее сотрудничество с любым автором издания. В свою очередь киностудия Warner Bros. ввела подобный запрет после того, как в журнале были напечатаны фотографии крушения вертолёта, в котором, во время съемок фильма «Сумеречная зона», погиб актёр Вик Морроу. А режиссёр Джо Данте был среди тех, кто отказался давать интервью Cinefantastique.
Журналист газеты Los Angeles Times Мирна Оливер уподобила отношения журнала с Голливудом поединку Давида и Голиафа: «Маленький, но могучий, он чем-то похож на маленького Дэвида, который, если он не убил Голиафа киноиндустрии, то безусловно, разозлил его».
Журналист газеты Chicago Tribune Джеймс Джанега отмечал, что «Cinefantastique долгое время являлся влиятельным журналом для авторов пишущих об индустрии развлечений и обитателей индустрии».